# Залізний Ріг (мис)
45°06′40″ пн. ш. 36°44′19″ сх. д. / 45.11111° пн. ш. 36.73861° сх. д.
Мис Залізний Ріг — найбільший і найвищий (65 м) мис на південному березі Таманського півострова.
Віднести цей мис до рідкісних природних утворень дозволяє його геологічна будова. Тільки тут можна бачити вихід залізняку на поверхню. Пласт бурого залізняка завтовшки 3,5—4 метри під невеликим кутом перетинає урвище і йде у південній точки мису у море, де він утворює рифи, добре помітні по бурунах.
Пласти бурого залізняка є міцною ніздрюватою породою з прошарками черепашника. Лимоніт (бурий залізняк) Залізного Рогу містить в середньому 32 % заліза.
Залізо добували до 1932 року шляхом простого збору на мілководді кам'яних плит, що відламалися від рудного шару.